# Bolivarska alternativa za Ameriku
ALBA ili ALBA–TCP, formalno Bolivarska alijansa za narode naše Amerike (šp. Alianza Bolivariana para los Pueblos de Nuestra América) ili Bolivarska alijansa za narode naše Amerike - Ugovor o trgovini među narodima (šp. Alianza Bolivariana para los Pueblos de Nuestra América – Tratado de Comercio de los Pueblos), je međuvladina organizacija zasnovana na ideji društvene, političke i ekonomske integracije zemalja Latinske Amerike i Kariba. Ime „Bolivarska” odnosi se na ideologiju Simona Bolivara, vođe južnoameričke nezavisnosti iz 19. veka, rođenog u Karakasu, koji je želio da se Latinska Amerika ujedini kao jedinstvena „Velika nacija”.
Ovu organizaciju su inicijalno osnovali Kuba i Venecuela 2004. godine, a povezana je sa socijalističkim i socijaldemokratskim vladama koje žele da učvrste regionalnu privrednu integraciju zasnovanu na viziji društvene zaštite, bartera i međusobne ekonomske pomoći. Deset zemalja članica su: Antigva i Barbuda, Bolivija, Kuba, Dominika, Grenada, Nikaragva, Sent Kits i Nevis, Sveta Lucija, Sent Vinsent i Grenadini i Venecuela. Surinam je primljen u ALBA organizaciju kao zemlja gost na samitu u februaru 2012. godine. Zemlje ALBA-e mogu obavljati trgovinu koristeći virtualnu regionalnu valutu poznatu kao SUCRE. Venecuela i Ekvador su napravili prvi bilateralni trgovinski sporazum koristeći SUCRE, umesto američkog dolara, 6. jula 2010. Ekvador se povukao iz ove organizacije u augustu 2018. Bolivija se povukla u novembru 2019. tokom političke krize.
Ime je u početku sadržavalo „alternativu” umesto „saveza”, ali je to promijenjeno 24. juna 2009.

## Istorija
Sporazum je predložila vlada Venecuele, koju je predvodio Ugo Čavez, kao alternativu Slobodnoj trgovinskoj zoni Amerika (FTAA ili ALCA na španskom, sporazum koji su predložile Sjedinjene Države) čemu su se suprotstavile neke države u Latinskoj Americi.
Ovaj sporazum između Kube i Venecuele, koji su 14. decembra 2004. godine potpisali predsednici Čavez i Fidel Kastro, imao je za cilj razmenu medicinskih i obrazovnih resursa i nafte između dve nacije. Venecuela je počela da isporučuje oko 96.000 barela nafte dnevno iz svoje državne naftne kompanije PDVSA na Kubu po veoma povoljnim cenama. Zauzvrat, Kuba je poslala 20.000 državnih medicinskih radnika i hiljade nastavnika u najsiromašnije predele Venecuele. Sporazum je takođe omogućio da Venecuelanci besplatno putuju na Kubu radi specijalizovane medicinske zaštite.
Kada je pokrenuta 2004. godine, ALBA je imala samo dve države članice, Venecuelu i Kubu. Nakon toga su brojne druge države Latinske Amerike i Kariba potpisale ovaj Trgovinski sporazum naroda (španski: Tratado de Comercio de los Pueblos, ili TCP), koji ima za cilj sprovođenje principa ALBA. Bolivija pod vodstvom Eva Moralesa pridružila se 2006. godine, Nikaragva pod vodstvom Danijela Ortege 2007. godine, a Ekvador pod vodstvom Rafaela Korea 2009. Honduras, pod rukovodstvom Manuela Zelaje, pridružio se 2008. godine, ali se povukao 2010. godine nakon državnog udara u Hondurasu 2009. godine. Pridružile su se i karipske države Antigva i Barbuda, Dominika, Send Vinsent i Grenadini i Sveta Lucija.
Jamajka, na poziv Čaveza, i Meksiko, na poziv Ortege, pozvani su da se pridruže ALBA zemljama. Čaves je takođe pozvao zemlje Centralne Amerike da se pridruže organizaciji, i pozvao Argentinu da koristi SUCRE, valutu ove organizacije. Vijetnam je pozvan da se pridruži kao posmatrač. Na jedanaestom samitu organizacije ALBA u februaru 2012. godine, Surinam, Sveta Lucija i Haiti zatražili su prijem u organizaciju. Haiti je dobio specijalni status stalnog člana, a ostale dve države su imenovane specijalnim članicama, dok čekaju njihovo potpuno pridruživanje.
Čavezu je posthumno odalo počast devet zemalja članica grupe i specijalni gosti Urugvaj, Argentina, Brazil, Surinam, Gvajana i Haiti na 12. predsedničkom samitu grupe u Gvajakilu, Ekvador.
Ekvador se povukao iz organizacije ALBA u avgustu 2018. Nakon ostavke Eva Moralesa, privremena vlada Bolivije povukla se i iz organizacije ALBA u novembru 2019.

### Zajednička valuta
U oktobru 2009. godine, lideri organizacije ALBA dogovorili su se na samitu u Boliviji da stvore zajedničku regionalnu valutu. „Dokument je odobren”, rekao je bolivijski predsednik Eva Morales, domaćin samita. Predsednik Ugo Čavez (Venecuela) najavio je „SUCRE [je] autonomni i suvereni monetarni sistem o koji će danas biti dogovoren kako bi mogao da se primeni u 2010. godini.” Od 2015. godine, ova virtuelna valuta se koristi za trgovinsku razmenu između Bolivije, Kube, Nikaragve, i posebno Ekvadora i Venecuele.

## Kriticizam
U avgustu 2013. godine BBC Njuz je izjavio da se „Alba sastoji od jedne naftom bogate nacije i raznih malih nacija koji žele da iskoriste njenu darežljivost” i da „postoje male šanse da retorika postane stvarnost u bližoj budućnosti”. Kako je započela kriza u bolivarskoj Venecueli, predsednik Nikolas Maduro pozvao je ostale članove organizacije ALBA da počnu da daju svoj doprinos. Konsekventno, manji članovi su se udaljili od predloga, jer su oni jedino nastojali da koriste Venecuelu.
Tokom venecuelanskih protesta 2017. godine, Vilijams Davila, predsednik MERCOSUR odbora za međunarodna pitanja, međuregionalno i strateško planiranje, kritikovao je organizaciju ALBA, navodeći da „populizam uvek napada OAS, jer je sastavljen od suverenih država, dok države koje su deo organizacije ALBA deluju kao vazalne zemlje Kube.”

## Spoljašnje veze
- Zvanični veb-sajt
- „IX Cumbre Extraordinaria - Caracas, Venezuela - 17 de marzo de 2015”. Архивирано из оригинала 26. 08. 2017. г. Приступљено 24. 10. 2020.